# Генрик Траммер
Генрик Траммер (пол. Henryk Trammer; народився 5 січня 1909 у Кракові — помер 12 березня 1973 у Варшаві) — польський юрист, учень Фридерика Цолля, фахівець у цивільному процесі та міжнародному приватному праві.

## Життєпис
Він був сином адвоката Єжи Траммера (члена Кодифікаційної комісії 1919 року). У 1927 році він отримав атестат про закінчення середньої школи в Класичній гімназії Яна ІІІ Собеського. У 1931 році закінчив юридичний факультет Ягеллонського університету. У молодості був альпіністом і членом Татранської волонтерської рятувальної служби.
Під час окупації Польщі Німеччиною (1939—1945) працював землеробом. Брав участь у Варшавському повстанні в окрузі Охота, а після падіння повстання навчав дітей у Старій Раві біля Скерневиць.
Був першим завідувачем юридичного факультету університету ім. М. Кюрі-Склодовської у Любліні, завідувачем кафедри загального права Головної школи дипломатичної служби, професором Головної школи планування і статистики та Варшавського університету.
Багаторічний голова колегії арбітрів при Польській палаті зовнішньої торгівлі. Автор і доповідач проєкту частини III Цивільно процесуального кодексу 1964 року. Генрик Траммер сприяв збереженню в цьому кодексі основних ідей довоєнного судового права. У 1956—1961 роках видавав журнал «Studia et Documenta», який зробив доступними для польських читачів західні праці з цивільного процесу та міжнародного приватного права.
Автор багатьох статей і юридичних книг, у тому числі «Нарис проблем міжнародного цивільного процесу в капіталістичних країнах» (пол. Zarysu problematyki międzynarodowego procesu cywilnego państw kapitalistycznych) 1956 року.